# Barbara Balzan
Barbara Balzan (* 1969 in Oftringen, AG) ist eine Schweizer Jazzsängerin.

## Leben und Wirken
Balzan erhielt ab dem fünften Lebensjahr klassischen Musikunterricht und spielte Flöte und Gitarre. Während einer Ausbildung als kaufmännische Angestellte sammelte sie als Pop- und Soulsängerin erste Erfahrungen in eigenen Bands. Bei einem Wettbewerb 1991 gewann sie einen Plattenvertrag mit BMG Ariola; ihre Single Dance with Me erschien auch auf K-tel Hitnews '93 Vol. 3. Ab 1994 studierte sie an der Musikhochschule Luzern und zwischen 1996 und 2000 an der Musikakademie St. Gallen; bereits während des Studiums wurde Radio DRS 2 auf sie aufmerksam und engagierte sie zum „Jazz-Apéro“. 1999 lernte sie den australischen Pianisten Peter Waters kennen, der in ihr das Interesse für Improvisation weckte; neben weiteren Projekten sang sie in seiner Formation Quintetto Zero (zu der auch Franco Ambrosetti, Lucas Niggli und Daniel Pezzotti gehören).
Nachdem sie im Jahr 2000 ihr Musikstudium abgeschlossen hatte, gründete sie ihre erste eigene Jazzgruppe. Ihre Debüt-CD Tender Awakening, nahm sie mit ihrem ungewöhnlich besetzten Quartett auf, zu dem neben dem Pianisten Marco Dreifuss Cellist Daniel Pezzotti und der Kontrabassist Attilio Zanchi gehörten. Das Album erhielt sehr gute Kritiken. Unter anderem wurde sie zum Jazz Festival Jerusalem und auf die Expo.02 eingeladen. Auf dem Montreux Jazz Festival präsentierte sie sich 2004 als Gastsängerin im Duo von Attilio Zanchi mit dem Gitarristen Garrison Fewell. 2006/2007 war sie auch im Trio von Vince Benedetti unterwegs und mit einem Jobim-Programm, bei dem Andy Scherrer, Daniel Schnyder und Eduardo Costa mitwirkten. Aktuell ist sie auch in der Formation Ginkyó tätig.
Balzan sang in weiteren Jazz- und auch Pop-Projekten, unter anderem mit Paolo Fresu, Roberto Cipelli, Chris Wiesendanger, Willy Kotun, Rodrigo Botter Maio, Thomas Silvestri sowie Manfred Junker und wirkte auf verschiedenen Alben mit, etwa bei Groovin' Mozart des Bassisten Joël Reiff; als Co-Writerin arbeitete sie für die Produktion Chinderwält.
Ausserdem unterrichtet Balzan an der Musikakademie in St. Gallen, an der Jugendmusikschule in Frauenfeld und am Winterthurer Institut für aktuelle Musik im Fach Jazz-Gesang und leitet den Jazzchor FRAZZ.

## Preise und Auszeichnungen
Mit ihrem Quartett wurde Balzan auf dem Jazz Festival Zürich als beste Solistin ausgezeichnet. Sie wurde als Pro Argovia Artistin 2007/2008 ausgewählt.

## Diskographische Hinweise
- Barbara Balzan Quartet Tender Awakening (TCM, 2000)
- Barbara Balzan Quartet Secret Whisper (MPM, 2009)
- Ginkyó unverblümt (Momentum, 2015)